# لاندري موليمو
لاندري موليمو (بالفرنسية: Landry Mulemo)‏ (17 سبتمبر 1986 لييج بلجيكا - ) هو لاعب كرة قدم بلجيكي، شارك في كأس الأمم الأفريقية 2013.

## روابط خارجية
- لاندري موليمو على موقع الاتحاد الدولي (مؤرشف)  (الإنجليزية)
- لاندري موليمو على موقع الاتحاد البلجيكي (الإنجليزية)
- لاندري موليمو على موقع اتحاد تركيا (لاعب) (الإنجليزية)
- لاندري موليمو على موقع قاعدة بيانات كرة القدم.إي يو (الإنجليزية)
- لاندري موليمو على موقع ناشيونال فوتبول تيمز (الإنجليزية)
- لاندري موليمو على موقع Soccerway.com (الإنجليزية)
- لاندري موليمو على موقع عالم كرة القدم.نت (الإنجليزية)
- لاندري موليمو على موقع أوليمبيديا (الإنجليزية)